# Madapura, Chiknayakanhalli
Madapura là một làng thuộc tehsil Chiknayakanhalli, huyện Tumkur, bang Karnataka, Ấn Độ.